# Polybetes parvus
Polybetes parvus är en spindelart som först beskrevs av Järvi 1914.  Polybetes parvus ingår i släktet Polybetes och familjen jättekrabbspindlar.
Artens utbredningsområde är Paraguay. Inga underarter finns listade i Catalogue of Life.